# Scythris neurogramma
Scythris neurogramma is een vlinder uit de familie dikkopmotten (Scythrididae). De wetenschappelijke naam van deze soort is voor het eerst geldig gepubliceerd in 1900 door Walsingham.
De soort komt voor in tropisch Afrika.